# Non si ruba a casa dei ladri
Non si ruba a casa dei ladri è un film del 2016 diretto da Carlo Vanzina.

## Trama
Antonio, sposato con Daniela, ha un'impresa di pulizie; ma un giorno inspiegabilmente, perde un grosso appalto e si ritrova senza un soldo né un tetto. Trasferitosi temporaneamente dall'anziana zia Titina, si mette alla ricerca di un nuovo lavoro finché, per una serie di circostanze, finisce a casa di Simone Santoro, un disonesto pezzo grosso della politica, fidanzato con la bella e giovane Lori, che si offre di prendere lui e Daniela come camerieri a 5.000 euro al mese. I due accettano volentieri l'incarico, ma dopo qualche tempo ecco che salta fuori una clamorosa verità: Simone è la persona che ha fatto in modo che Antonio perdesse il lavoro revocandogli l'appalto. Antonio e Daniela allora, venuti a sapere che Simone ha nascosto in una banca svizzera i proventi delle sue malefatte, decidono di organizzare una truffa per vendicarsi e riprendersi quello che gli è stato rubato. Mettono quindi su una piccola banda formata da non professionisti, anch'essi truffati dalla politica corrotta.
Il piano riesce, e mentre Simone viene arrestato, Antonio e Daniela gli portano via 5.000.000 di euro. Ma ritornati a Roma, zia Titina scopre tutto il loro bottino e, di nascosto, se ne appropria e fugge per un giro del mondo, lasciando Antonio e Daniela nella stessa situazione di prima.
Due anni dopo Antonio e Daniela, a seguito di una lunga vicenda legale, riescono a riottenere l'appalto, e durante una passeggiata incontrano Simone, ormai povero e lasciato da Lori, che per campare fa il dog-sitter. Antonio allora, impietositosi, gli lascia un biglietto da visita dicendogli che se ha bisogno di soldi sarà ben lieto di assumerlo, e poco prima di andarsene gli fa capire che era stato lui a truffarlo per vendetta, dicendogli che ora sono pari.

## Distribuzione
Il film è stato distribuito nelle sale cinematografiche il 3 novembre 2016.